# Virginia shire-jei
Virginia nyolc shire-jét 1634-ben szervezték meg, még a gyarmati időszak idején. Ezek a shire-ek az Angliában működő helyi kormányzatok mintájára jöttek létre, hogy pár évvel később megszüntessék őket és helyüket a megyék vegyék át. 2007-ben az eredetileg létrehozott nyolc shire-ből öt működött a Virginiai Nemzetközösség területén, lényegében az eredeti formájukban, annak ellenére, hogy a határmegvonásban és a körzetek nevében is számos változás történt az azóta elmúlt majd 400 évben.

## Történelem
1634-ben egy új helyi közigazgatási rendszert vezettek be Virginia gyarmaton I. Károly angol király parancsát követve. A Polgárok Gyűlése nyolc shire-t hozott létre és mindegyik élére tisztségviselőket neveztek ki. Ezeket a shire-eket pár évvel később megyékként szervezték újjá. Ezen kívül több névváltoztatás is történt. Például az indiánok által Warrosquyoake-nek nevezett terület a Wight-sziget nevet kapta. Az angol polgárháború idején Charles River megyét és a nevét adó Charles folyót átkeresztelték York megyére és York folyóra.
A nyolc eredeti shire a következő volt:
- Accomac shire (ma Northampton megye).
- Charles City shire (ma Charles City megye).
- Charles River shire (ma York megye).
- Elizabeth City shire (megszűnt, ma Hampton város része).
- Henrico shire (ma Henrico megye).
- James City shire (ma James City megye).
- Warwick River shire (megszűnt, ma Newport News város része).
- Warrosquyoake shire (ma Wight-sziget megye).

Több shire neve is a korábbi négy város nevét követi, amiket még 1619-ben hoztak létre. Amikor a shire-ekből megyék lettek, ami némi zavart okozott a látszólag paradox nevekből kifolyólag. Például ilyen James City megye, vagy Charles City megye. (Az angol city szó várost jelent, így nem tisztázott, hogy a közigazgatási egység város, vagy megye. Virginiában létezett a független város fogalma, így egy közigazgatási egység lehetett városként, vagy megyeként külön közigazgatási egység, de egyszerre mindkettőként nem.)
- Az idősebbik képződmény, James City megye, amely magába foglalta az 1607-ben alapított Jamestownt, az első állandó európai települést a mai Amerikai Egyesült Államok területén is, azzal próbálta kezelni a zavart, hogy a „James City megyéje” nevet vette fel.
- 1952-ben a mára megszűnt „Elizabeth City megye” polgárai megszavazták az egyesülést Hampton független várossal. Ezzel együtt azt is megszavazták, hogy az új entitás a jobban ismert és kevésbé félreérthető Hampton nevet viselje.

## Fordítás
Ez a szócikk részben vagy egészben  a   Shires of Virginia című angol Wikipédia-szócikk ezen változatának fordításán alapul.  Az eredeti cikk szerkesztőit annak laptörténete sorolja fel. Ez a jelzés csupán a megfogalmazás eredetét és a szerzői jogokat jelzi, nem szolgál a cikkben szereplő információk forrásmegjelöléseként.